# A1 Grand Prix-versenypályák listája
Ebben a listában az A1 Grand Prix versenynaptárában valaha szerepelt versenypályák szerepelnek.
A sorozatban eddig 21 versenypálya szerepelt. A legelső versenyt Brands Hatchben rendezték.
Az adatok a 2009-10-es szezon szerintiek.
| Ábécé szerinti tartalomjegyzék                      |
| --------------------------------------------------- |
| A B C D E F G H I J K L M N O P Q R S T U V W X Y Z |

## A
| Pálya                              | Típus   | Város    | Ország     | Szezon(ok)       | Összes verseny | Pályarajz |
| ---------------------------------- | ------- | -------- | ---------- | ---------------- | -------------- | --------- |
| Autódromo Internacional do Algarve | Épített | Portimão | Portugália | 2008–09, 2009–10 | 2              | Algarve   |
| TT Circuit Assen                   | Épített | Assen    | Hollandia  | 2009–10          | 1              | Assen     |

## B
| Pálya                  | Típus   | Város  | Ország             | Szezon(ok)                         | Összes verseny | Pályarajz    |
| ---------------------- | ------- | ------ | ------------------ | ---------------------------------- | -------------- | ------------ |
| Jingkai Street Circuit | Utcai   | Peking | Kína               | 2006–07                            | 1              | Beijing      |
| Brands Hatch           | Épített | Kent   | Egyesült Királyság | 2005–06, 2006–07, 2007–08, 2008–09 | 4              | Brands Hatch |
| Masaryk Circuit        | Épített | Brno   | Csehország         | 2006–07, 2007–08                   | 2              | Brno         |

## C
| Pálya                      | Típus   | Város   | Ország | Szezon(ok) | Összes verseny | Pályarajz |
| -------------------------- | ------- | ------- | ------ | ---------- | -------------- | --------- |
| Chengdu Goldenport Circuit | Épített | Csengdu | Kína   | 2008–09    | 1              | Chengdu   |

## D
| Pálya                 | Típus   | Város  | Ország                  | Szezon(ok)                | Összes verseny | Pályarajz             |
| --------------------- | ------- | ------ | ----------------------- | ------------------------- | -------------- | --------------------- |
| Dubai Autodrome       | Épített | Dubai  | UAE                     | 2005–06                   | 1              | Dubai                 |
| Durban street circuit | Utcai   | Durban | Dél-afrikai Köztársaság | 2005–06, 2006–07, 2007–08 | 3              | Durban street circuit |

## E
| Pálya                 | Típus   | Város         | Ország     | Szezon(ok)                | Összes verseny | Pályarajz             |
| --------------------- | ------- | ------------- | ---------- | ------------------------- | -------------- | --------------------- |
| Eastern Creek Raceway | Épített | Eastern Creek | Ausztrália | 2005–06, 2006–07, 2007–08 | 3              | Eastern Creek Raceway |
| Autódromo do Estoril  | Épített | Estoril       | Portugália | 2005–06                   | 1              | Estoril               |

## F
| Pálya                  | Típus   | Város     | Ország | Szezon(ok) | Összes verseny | Pályarajz |
| ---------------------- | ------- | --------- | ------ | ---------- | -------------- | --------- |
| Fundidora Park Raceway | Épített | Monterrey | Mexikó | 2005–06    | 1              | Fundidora |

## H
| Pálya                        | Típus   | Város       | Ország | Szezon(ok)                | Összes verseny | Pályarajz                    |
| ---------------------------- | ------- | ----------- | ------ | ------------------------- | -------------- | ---------------------------- |
| Autódromo Hermanos Rodríguez | Épített | Mexikóváros | Mexikó | 2006–07, 2007–08, 2009–10 | 3              | Autódromo Hermanos Rodríguez |

## I
| Pálya      | Típus   | Város     | Ország   | Szezon(ok) | Összes verseny | Pályarajz                  |
| ---------- | ------- | --------- | -------- | ---------- | -------------- | -------------------------- |
| Interlagos | Épített | São Paulo | Brazília | 2009–10    | 1              | Autódromo José Carlos Pace |

## J
| Pálya                  | Típus | Város     | Ország    | Szezon(ok) | Összes verseny | Pályarajz |
| ---------------------- | ----- | --------- | --------- | ---------- | -------------- | --------- |
| Jakarta Street Circuit | Utcai | Dzsakarta | Indonézia |            | 0              |           |

## K
| Pálya   | Típus        | Város   | Ország                  | Szezon(ok)       | Összes verseny | Pályarajz |
| ------- | ------------ | ------- | ----------------------- | ---------------- | -------------- | --------- |
| Kyalami | race circuit | Gauteng | Dél-afrikai Köztársaság | 2008–09, 2009–10 | 2              | Kyalami   |

## L
| Pálya       | Típus   | Város     | Ország      | Szezon(ok) | Összes verseny | Pályarajz   |
| ----------- | ------- | --------- | ----------- | ---------- | -------------- | ----------- |
| Laguna Seca | Épített | Monterey  | USA         | 2005–06    | 1              | Laguna Seca |
| Lausitzring | Épített | Klettwitz | Németország | 2005–06    | 1              | Lausitz     |

## S
| Pálya                           | Típus   | Város            | Ország     | Szezon(ok)                                  | Összes verseny | Pályarajz        |
| ------------------------------- | ------- | ---------------- | ---------- | ------------------------------------------- | -------------- | ---------------- |
| Sepang International Circuit    | Épített | Kuala Lumpur     | Malajzia   | 2005–06, 2006–07, 2007–08, 2008–09, 2009–10 | 5              | Sepang           |
| Sentul International Circuit    | Épített | Bogor            | Indonézia  | 2005–06, 2006–07                            | 2              | Sentul           |
| Shanghai International Circuit  | Épített | Sanghaj          | Kína       | 2005–06, 2006–07, 2007–08                   | 3              | Shanghai         |
| Surfers Paradise Street Circuit | Utcai   | Surfers Paradise | Ausztrália |                                             | 0              | Surfers Paradise |

## T
| Pálya                 | Típus   | Város | Ország    | Szezon(ok)                | Összes verseny | Pályarajz |
| --------------------- | ------- | ----- | --------- | ------------------------- | -------------- | --------- |
| Taupo Motorsport Park | Épített | Taupo | Új-Zéland | 2006–07, 2007–08, 2008–09 | 3              | Taupo     |

## Z
| Pálya                        | Típus   | Város     | Ország    | Szezon(ok)                | Összes verseny | Pályarajz |
| ---------------------------- | ------- | --------- | --------- | ------------------------- | -------------- | --------- |
| Circuit Park Zandvoort       | Épített | Zandvoort | Hollandia | 2006–07, 2007–08, 2008–09 | 3              | Zandvoort |
| Zhuhai International Circuit | Épített | Zhuhai    | Kína      | 2007–08, 2009–10          | 2              | Zhuhai    |